# Caragea
Caragea (greco: Καρατζάς, Karatzas o Caratzas) è una famiglia fanariota di probabile origine bizantina, distintasi nella storia dell'Impero ottomano, e dei due principati da esso dipendenti, Valacchia e Moldavia. 
La famiglia diede alla Valacchia due gospodari: Nicola (1782-1783) e Giovanni (1812-1818), che introdusse il Codice Caragea, e un patriarca di Costantinopoli, Joannicus (patriarca tra il 1761 e il 1763).